# Laurence Jehasse
Laurence Jehasse, née Mary le 12 juillet 1920 à Petreto-Bicchisano et décédée le 31 décembre 2013 à Lyon, est une archéologue française, spécialiste de céramique grecque et étrusque, fondatrice du Musée archéologique Jérôme Carcopino. Elle est lauréate de la médaille d'argent du CNRS en 1984.

## Biographie
Née en Corse, Laurence Jehasse y passe son enfance avant de poursuivre des études secondaires et universitaires à Paris entre 1928 et 1945. Elle est enseignante d'espagnol jusqu'en 1974.
Entre 1954 et 1967, avec Jean Jehasse qu'elle épouse en 1947, elle codirige toutes les campagnes de recherches du site d'Alalia sur la commune d'Aléria et analyse le matériel découvert. En 1967 André Malraux la nomme directrice du Musée d'Aléria, devenu musée d'archéologie d'Aleria Jérôme-Carcopino, fonction qu'elle exerce jusqu'en 1978.
En 1973, elle soutient une thèse de doctorat en archéologie sur la céramique grecque d'Aléria. Elle est recrutée en 1974 comme chargée de recherche au CNRS, et obtient en 1979 la médaille d'argent du CNRS pour ses travaux. Elle poursuit ensuite ses recherches sur Aléria tout en se spécialisant sur la céramique athénienne.
Elle meurt à Lyon en 2013.

## Travaux
Entre 1960 et 1980, elle fouille avec Jean Jehasse la nécropole d’Alalia (commune d'Aléria, Haute-Corse). Ces fouilles sont considérées comme capitales et permettent de mettre au jour les vestiges d'une cité romaine.

## Reconnaissance
- 1984 : médaille d'argent du CNRS[5].
- Membre fondatrice de l'Association des Chercheurs.
- Membre de la Société des Sciences[2].

## Publications principales
- Jean Jehasse et Laurence Jehasse, La Corse antique, CRDP de Corse (Ajaccio), 1993, 88 p.
- Jean Jehasse, Laurence Jehasse, La Nécropole préromaine d’Aléria, Editions du CNRS, 1973.